# Zbigniew Hałatek
Zbigniew Hałatek (ur. 28 maja 1952 w Łodzi, zm. 12 czerwca 2023 w Warszawie) – polski operator filmowy.
W 1976 ukończył studia na Wydziale Operatorskim Państwowej Wyższej Szkoły Filmowej, Telewizyjnej i Teatralnej im. Leona Schillera w Łodzi. Został pochowany 20 czerwca 2023 na cmentarzu komunalnym Północnym w Warszawie.

## Filmografia
- 1974: Koniec wakacji
- 1977: Biohazard
- 1977: Poza układem
- 1980: Ćma
- 1981: Murmurando
- 1984: Kobieta z prowincji
- 1984: Zamiana
- 1985: Sam pośród swoich
- 1986: ESD
- 1987: Nad Niemnem
- 1986: Republika nadziei
- 1987: Dzikun
- 1988: Desperacja
- 1988: Nowy Jork, czwarta rano
- 1988: Pan Samochodzik i praskie tajemnice
- 1989: Gdańsk 39
- 1990: Tajemnica puszczy
- 1990: W piątą stronę świata
- 1991: Latające machiny kontra Pan Samochodzik
- 1993: Bank nie z tej ziemi
- 1993: Plecak pełen przygód
- 1994: Panna z mokrą głową
- 1995: Awantura o Basię
- 1995: Gracze
- 1995: Maszyna zmian
- 1996: Awantura o Basię
- 1996: Tajemnica Sagali
- 1996: Wezwanie
- 1996: Złote runo
- 1997: Słoneczny zegar
- 1997 – 2010: Złotopolscy
- 1998: Gwiezdny pirat
- 1998: Spona
- 1999: Gwiazdka w Złotopolicach

## Nagrody
1998:
- Poznańskie Koziołki – za zdjęcia do serialu Gwiezdny Pirat